# Luca Vendruscolo
Luca Vendruscolo (Udine, 11 maggio 1966) è un regista e sceneggiatore italiano.

## Biografia
Nato a Udine nel 1966, ha conseguito la maturità scientifica nella stessa città.
Dopo aver lavorato nei primi anni di carriera in teatro, si è trasferito a Roma per studiare cinema. Nel 1991 si è diplomato al Centro Sperimentale di Cinematografia.
Ha collaborato con Giacomo Ciarrapico alla sceneggiatura di Piccole anime e a quella di Per tutto il tempo che ci resta, entrambe pellicole del 1998.
Il suo esordio alla regia è avvenuto nel 2003 con Piovono mucche, del quale è stato anche sceneggiatore insieme a Mattia Torre e ad altri.
Sempre collaborando con Giacomo Ciarrapico e Mattia Torre alla sceneggiatura, nel 2007 ha diretto la prima stagione della "fuoriserie italiana" Boris. In Boris 2, del 2008, i tre sceneggiatori si sono invece alternati alla regia. Nella terza stagione, Boris 3, Vendruscolo, Ciarrapico, Torre si sono ritagliati il ruolo di sceneggiatori e produttori creativi affidando la regia a Davide Marengo.
A ottobre 2014 è stato pubblicato il trailer del nuovo film in collaborazione sempre con Giacomo Ciarrapico e Mattia Torre, atteso per il 27 novembre dello stesso anno, dal titolo Ogni maledetto Natale.
Nel 2022 scrive e dirige con Giacomo Ciarrapico la quarta stagione di Boris, trasmessa sulla piattaforma streaming Disney+.

## Filmografia

### Regista
- Piovono mucche (2002)
- Boris - serie TV (2007-2008 e 2022)
- Boris - Il film (2011)
- Ogni maledetto Natale (2014)
- Liberi tutti - serie TV (2019)

### Sceneggiatore
- Piccole anime (1998)
- Per tutto il tempo che ci resta (1998)
- Ricominciare (2000-2001)
- Piovono mucche (2002)
- Buttafuori - serie TV (2006)
- Boris - serie TV (2007-2008, 2010 e 2022)
- Boris - Il film (2011)
- Ogni maledetto Natale (2014)
- Domani è un altro giorno (2019)
- Imma Tataranni - Sostituto procuratore (2019, 2021-2022)
- Liberi tutti - serie TV (2019)